# Бушар IV де Вандом
Бушар IV (фр. Bouchard IV de Preuilly; ум. 1202) — граф Вандома с 1185. Сын Жана I де Вандома и его первой жены Берты дю Пюи-дю-Фу.
С 1176 г. управлял графством Вандом в период, когда отец участвовал в крестовом походе. После возвращения Жана I де Вандома (1180) оставался его соправителем, а когда тот умер (1185), вступил в наследство. Вассал Плантагенетов.

## Брак и дети
Около 1147 года женился на Агате де Лаварден, дочери Эмерика Гемара, сеньора де Лаварден, вдове Нивелона IV, сеньора де Фретеваль, которая унаследовала сеньорию Лаварден. Туда Бушар IV перенёс свою резиденцию.
Дети:
- Жан, умер в молодом возрасте
- Жоффруа, сеньор де Лаварден, вероятно умер раньше отца. Его сын Жан (ум. 1207 бездетным) унаследовал часть графства Вандом.
- Рауль, погиб в 1191 при осаде Акры
- Жан III (ум. 1217), граф де Вандом
- Агнесса (ум. 1201), жена Пьера II, сеньора де Монтуар. Их сын Жан (ум. 1239/40) в 1217 г. унаследовал графство Вандом.